# Casalserugo
Casalserugo ist eine nordostitalienische Gemeinde (comune) mit 5354 Einwohnern (Stand 31. Dezember 2023) in der Provinz Padua in Venetien. Die Gemeinde liegt etwa 10 Kilometer von Padua. Die östliche Gemeindegrenze bildet der Canale Roncajette.

## Gemeindepartnerschaft
- Pola de Siero, Provinz Asturien (seit 2010; der Ort Pola de Siero ist ein Parroquia von Siero)